# Apollo e Marsia (Reni Monaco)
Apollo e Marsia è un dipinto a olio su tela (220×165 cm) realizzato da Guido Reni intorno al 1633 e conservato all'Alte Pinakothek di Monaco.

## Storia
Joachim von Sandrart cita genericamente la tela nel 1683 e, prima di giungere all'Alte Pinakothek, il dipinto si trovava al Castello di Schleißheim da almeno il 1852. Jacob Hess nel 1934 indagò la datazione dell'opera il relazione al "nuovo atteggiamento idealistico" – in questa tela presente in modo "programmatico" – che "doveva raffreddare lo stile di Guido Reni" dopo il 1620 ed esprimere "allegoricamente la vittoria dell'arte classica sopra il naturalismo". Otto Kurz colloca il dipinto nella produzione realizzata intorno al 1633.
Esistono due disegni preparatori della testa di Marsia, conservati rispettivamente nella Royal Collection e al Louvre.

## Descrizione e analisi
Francesco Malaguzzi Valeri osserva che nel "grande quadro" Reni rappresenta "Apollo, nudo, sul fondo del manto rosso" e con le "carni fredde, verdastre, quasi torbide", in contrasto con "quelle cotte, mattonose del dolorante Marsia", segnando un ritorno, "senza troppe novità, alla tradizione artistica". Gian Carlo Cavalli scrive:
(Gian Carlo Cavalli, Mostra di Guido Reni: Catalogo critico, p. 87)